# Crisanto
Crisanto es un nombre de pila masculino de origen griego en su variante en español. Proviene del griego Χρύσανθος (Chrýsanthos) ‘flor de oro’, ‘crisantemo’, compuesto por χρυσός (chrysós) ‘oro’ y άνθος (anthos) ‘flor’.

## Santoral
25 de octubre: San Crisanto, mártir en Roma (284).

## Variantes
- Femenino: Crisanta.

### Variantes en otros idiomas
| Variantes en otras lenguas | Variantes en otras lenguas |
| -------------------------- | -------------------------- |
| Español                    | Crisanto                   |
| Alemán                     | Chrysanthus                |
| Asturiano                  | Crisantu                   |
| Catalán                    | Crisant                    |
| Danés                      | Chrysanthus                |
| Euskera                    | Kirtsanda                  |
| Finlandés                  | Chrysanthus                |
| Francés                    | Chrysante                  |
| Griego                     | Χρύσανθος (Khrýsanthos)    |
| Holandés                   | Chrysanthus                |
| Húngaro                    | Krizantusz                 |
| Inglés                     | Chrysanthus                |
| Italiano                   | Crisanto, Crisante         |
| Latín                      | Chrysanthus                |
| Lituano                    | Krizantas                  |
| Noruego                    | Chrysanthus                |
| Polaco                     | Chryzant                   |
| Portugués                  | Crisanto                   |
| Rumano                     | Crisant                    |
| Ruso                       | Хрисанф (Hrisanf)          |
| Serbio                     | Хрисант (Hrisant)          |
| Sueco                      | Chrysanthus                |